# Ceyhun Mirzəyev
Ceyhun Cəmil oğlu Mirzəyev (eingedeutscht Dschejhun Mirsajew; * 9. April 1946 im Dorf Gülablı, Rayon Ağdam, Aserbaidschanische SSR, UdSSR; † 5. März 1993 in Baku, Republik Aserbaidschan) war ein aserbaidschanischer Schauspieler und Filmregisseur.

## Leben
Mirzəyev gilt als einer der prominentesten Schauspieler und Filmemacher Aserbaidschans. Bereits mit 9 Jahren machte er sein Kinodebüt im Film “Görüş” (Görüsch, auf Deutsch Begegnung). 1958 erlangte er durch sein Wirken im Spielfilm „Ögey Ana“ (Stiefmutter), in dem ihm die Hauptrolle zugetraut wurde, die landesweite Berühmtheit.
1969 absolvierte Mirzəyev ein Regiestudium am Aserbaidschanischen Staatlichen Institut für Kunst (heute Aserbaidschanische Staatliche Universität für Kultur und Kunst). Anschließend setzte er sein Studium in Moskau fort.
Mirzəyev hat während seiner gesamten Laufbahn an 86 Filmen mitgewirkt. Er war zudem künstlerischer Leiter der in Aserbaidschan in den 1970er und 1980er Jahren populären Wochenschau „Mozalan“. Als Regisseur drehte er insgesamt 63 Folgen.
Bei einigen Streifen führte Mirzəyev die Regie und war Darsteller zugleich. In seiner letzten Produktion „Fəryad“ (Aufschrei), die 1993 während der Kriegsjahre gedreht wurde, bekleidete er beide Funktionen. Der Film handelt vom Schicksal eines aserbaidschanischen Offiziers, der während des Ersten Bergkarabach-Krieges in die armenische Gefangenschaft gerät und dort lange Zeit schwer misshandelt wird, bis er bei einem Gefangenenaustausch freikommt. Im Zentrum stehen die Szenen von Kampfhandlungen und der Opfer des Massakers von Chodschali. Das gesamte Drehbuch basiert auf Erzählungen von aserbaidschanischen Flüchtlingen aus Chodschali, den Kriegsgefangenen und Soldaten. Der Erfolg von „Aufschrei“ war überwältigend und prägt die aserbaidschanische Filmgeschichte bis in die heutige Zeit.
Noch während der Dreharbeiten verschlechterte sich der Gesundheitszustand von Mirzəyev, der im Film als Hauptdarsteller fungierte. Am 5. März 1993 starb er nach einem schweren Herzinfarkt und überlebte die Premiere seines Filmes nicht.